# Palnaktjärnarna
Palnaktjärnarna är varandra näraliggande sjöar i Jokkmokks kommun i Lappland som ingår i Luleälvens huvudavrinningsområde:
- Palnaktjärnarna (Jokkmokks socken, Lappland, 737119-168583), sjö i Jokkmokks kommun, 66°22′59″N 19°57′42″Ö / 66.3831°N 19.9616°Ö (5,97 ha)
- Palnaktjärnarna (Jokkmokks socken, Lappland, 737133-168524), sjö i Jokkmokks kommun, 66°23′07″N 19°56′59″Ö / 66.3854°N 19.9496°Ö